# FC Berlaar-Heikant
FC Berlaar-Heikant is een Belgische voetbalclub uit het gehucht Heikant in Berlaar. De club is aangesloten bij de KBVB met stamnummer 7734 en heeft paars en wit als clubkleuren. De club speelt al sinds zijn oprichting in de Antwerpse provinciale reeksen, met uitzondering van 2020 tot 2022 toen twee jaar in derde nationale werd gespeeld. Van de beginjaren en dat tot eind jaren negentig is er geen exacte volgorde met jaartallen van de voorzitters. Twee namen springen er in deze periode zeker uit. Dat zijn die van Marcel Peeters en Jan Verbist. 1998-2006: Herwig Aerts. 2006-2016: Geert Fierens. 1 januari 2017 - 1 september 2017: Edwin Vervloet. 1 september 2017 - 1 juli 2018: Geert Fierens. 1 juli 2018: Jan Hendrickx.

## Geschiedenis
De club ontstond in 1972 en sloot zich aan bij de Belgische Voetbalbond, waar men in de laagste provinciale reeksen ging spelen. Eerst speelde men op een terrein aan de Heidestraat, maar na een jaar verhuisde men al naar de Melkouwensteenweg.
In het seizoen 1977-1978 promoveerde de club voor het eerst in de geschiedenis naar derde provinciale. De paars-witten gingen nog enkele malen op en neer tussen derde en vierde provinciale. Op het einde van de eeuw steeg FC Heikant na een promotie in 1998 en 1999 in korte tijd van vierde naar tweede provinciale. In 2000 zakte 'de Hei' weer naar derde, maar in 2001 promoveerde men weer naar tweede provinciale, waar men zich nu wel kon handhaven. In 2006 degradeerde men door de hervorming in de provinciale reeksen naar derde, maar via de eindronde keerde men in 2007 weer terug op het tweede niveau.
De Hei bleef het nu goed doen en miste in 2008 net de eindronde. In de Beker van Antwerpen behaalde men de finale, maar daar werd van Wuustwezel FC verloren. In 2009 kende men wel succes in de eindronde en FC Heikant stootte in mei 2009 voor het eerst in haar bestaan door naar het hoogste provinciale niveau, eerste provinciale. Het verblijf op het hoogste niveau bleef beperkt tot een jaar en in 2010 zakte men weer. 
Toch zou de club het hoogste niveau van het provinciale voetbal nog een paar keer bereiken. Dat gebeurde opnieuw in 2013, FC Berlaar-Heikant promoveerde telkens via de eindronde naar eerste provinciale. 2013, het jaar ook waarin men voor de tweede keer de finale haalde van de Beker van Antwerpen. Er werd met 3-1 verloren van FC De Kempen TL. Men zou nu twee jaar in de hoogste reeks vertoeven. In het eerste seizoen werd nipt het behoud verzekerd, het jaar daarop tuimelde de paars-witte vereniging weer naar tweede provinciale. Hoogtepunt in deze twee jaar waren de twee wedstrijden in competitie tegen Beerschot-Wilrijk. Thuis, de match werd op het terrein van toenmalig tweedeklasser KSK Heist gespeeld, werd op de laatste zondag van oktober voor 1500 toeschouwers met 0-2 verloren. Op het Kiel, op zaterdag 22 februari 2014 voor exact 7171 bezoekers, verloor men met 2-1. Nooit in haar bestaan zou FC Berlaar-Heikant voor zoveel publiek spelen.
Na een nieuwe degradatie klom de club in 2016 voor de derde keer naar eerste provinciale. Ook extra sportief zette FC Berlaar-Heikant in deze jaren zijn beentje voor. Er werd op het A-terrein een zittribune van 100 plaatsen gebouwd, er kwam kunstverlichting en het B-terrein werd uitgerust met een kunstgrasveld. De paars-witte vereniging zou in 2016, na een onderbreking van 45 jaar, weer een derby in competitie spelen tegen K. Lyra TSV. De laatste jaren ging het de club voor de wind. Met als sportief hoogtepunt de promotie voor het eerst in de clubgeschiedenis naar derde nationale in het seizoen 2020-2021. Een competitie die door corona maar vier matchen duurde, het jaar daarop degradeerde FC Heikant weer naar eerste provinciale. In 2022-2023 speelde men vice-kampioen in eerste, en voor de tweede keer in de geschiedenis werd ook de Interprovinciale eindronde bereikt. Daarin sneuvelde paars-wit in de 1/4e finale tegen de latere winnaar FC Eksel (4-2).

## Behaalde titels
- 1994-1995: 4e provinciale C (46 punten, 2 punten voor een overwinning)
- 1997-1998: 4e provinciale D (77 punten, 3 punten voor een overwinning)

### Beker van Antwerpen
- 2007-2008: finale tegen KFC Wuustwezel (3-0 verlies)
- 2012-2013: finale tegen FC De Kempen TL (3-1 verlies)

## Resultaten
| Seizoen | Klasse | Klasse | Klasse | Klasse | Klasse | Klasse | Klasse | Klasse | Klasse | Reeks                                                    | Punten                                                   | Opmerkingen                                              |
|         | I      | I      | II     | III    | IV     | P.I    | P.II   | P.III  | P.IV   |                                                          |                                                          |                                                          |
| ------- | ------ | ------ | ------ | ------ | ------ | ------ | ------ | ------ | ------ | -------------------------------------------------------- | -------------------------------------------------------- | -------------------------------------------------------- |
| 2008/09 |        |        |        |        |        |        | 6      |        |        | Tweede Prov. Antw. A                                     | 44                                                       | Promotie via eindronde                                   |
| 2009/10 |        |        |        |        |        | 14     |        |        |        | Eerste Prov. Antw.                                       | 27                                                       | Degradatie                                               |
| 2010/11 |        |        |        |        |        |        | 8      |        |        | Tweede Prov. Antw. A                                     | 39                                                       |                                                          |
| 2011/12 |        |        |        |        |        |        | 3      |        |        | Tweede Prov. Antw. B                                     | 53                                                       |                                                          |
| 2012/13 |        |        |        |        |        |        | 4      |        |        | Tweede Prov. Antw. A                                     | 45                                                       | Promotie via eindronde                                   |
| 2013/14 |        |        |        |        |        | 13     |        |        |        | Eerste Prov. Antw.                                       | 29                                                       |                                                          |
| 2014/15 |        |        |        |        |        | 15     |        |        |        | Eerste Prov. Antw.                                       | 28                                                       | Degradatie                                               |
| 2015/16 |        |        |        |        |        |        | 4      |        |        | Tweede Prov. Antw. A                                     | 51                                                       | Promotie via eindronde                                   |
|         | 1A     | 1B     | 1Am    | 2Am    | 3Am    | P.I    | P.II   | P.III  | P.IV   | Vanaf 2016-17 zijn er 3 nationale en 2 regionale niveaus | Vanaf 2016-17 zijn er 3 nationale en 2 regionale niveaus | Vanaf 2016-17 zijn er 3 nationale en 2 regionale niveaus |
| 2016/17 |        |        |        |        |        | 7      |        |        |        | Eerste prov. Antw                                        | 44                                                       |                                                          |
| 2017/18 |        |        |        |        |        | 8      |        |        |        | Eerste prov. Antw                                        | 42                                                       |                                                          |
| 2018/19 |        |        |        |        |        | 5      |        |        |        | Eerste prov. Antw                                        | 49                                                       |                                                          |
| 2019/20 |        |        |        |        |        | 4      |        |        |        | Eerste prov. Antw                                        | 45                                                       | Promotie via eindronde                                   |
| 2020/21 |        |        |        |        | -      |        |        |        |        | Derde afdeling VV B                                      | -                                                        | Seizoen geschrapt wegens Covid-19                        |
| 2021/22 |        |        |        |        | 15     |        |        |        |        | Derde afdeling VV B                                      | 21                                                       | Degradatie                                               |
| 2022/23 |        |        |        |        |        | 2      |        |        |        | Eerste prov. Antw                                        | 64                                                       |                                                          |
| 2023/24 |        |        |        |        |        | 4      |        |        |        | Eerste prov. Antw                                        | 54                                                       |                                                          |
| 2024/25 |        |        |        |        |        | 11     |        |        |        | Eerste prov. Antw                                        | 37                                                       |                                                          |
| 2025/26 |        |        |        |        |        |        |        |        |        | Eerste prov. Antw.                                       |                                                          |                                                          |

## Bekende spelers
- Wamberto de Jesus Sousa Campos
- Stein Huysegems